# Das Mädchen mit der Peitsche
Das Mädchen mit der Peitsche (Originaltitel: Kitten with a Whip) ist ein US-amerikanischer Thriller aus dem Jahr 1964 von Douglas Heyes mit Ann-Margret und John Forsythe in den Hauptrollen. Der Film basiert auf dem gleichnamigen Roman von H. William Miller. Seine Premiere feierte der Film am 4. November 1964 in New York City. In die deutschen Kinos kam er am 15. Januar 1965.

## Handlung
Die 17-jährige Jody flüchtet in der Dunkelheit vor einer Hundestaffel. Sie findet Unterschlupf in dem leeren Haus des Politikers David Stratton, wo sie sich im Kinderzimmer schlafen legt. Als David, dessen Frau Virginia und Kinder auf Besuch in San Francisco sind, am Abend nach Hause kommt, bemerkt er zunächst nichts. Erst am nächsten Morgen findet er das junge Mädchen im Bett seiner Tochter vor. Jody hält David davon ab die Polizei zu rufen. Als David ein Kleid für Jody kauft, wird er von einer Bekannten beobachtet und in ein Gespräch verwickelt. Schließlich setzt David das junge Mädchen mit etwas Geld an einer Busstation ab. 
Durch die Nachrichten erfährt David, dass Jody aus dem Jugendgefängnis entflohen ist. Dort hat sie eine Aufseherin erstochen und ein Feuer gelegt, um zu fliehen. Als David nach Hause kommt, findet er Jody unter der Dusche in seinem Haus vor. Jody weigert sich zu gehen und droht David mit einem Skandal, immerhin habe er das Kleid gekauft und ihr Geld gegeben. Bei einem Anruf Virginias gibt Jody dem Politiker einen kleinen Vorgeschmack auf ihre Kaltblütigkeit. Der um seine politische Karriere besorgte David lässt das Mädchen zunächst bleiben. Plötzlich erscheinen Joys Freunde, die beiden Halbstarken Ron und Buck, mit der jungen Midge bei David. Es kommt zur Konfrontation zwischen David und den Jugendlichen, wobei Ron durch ein Rasiermesser verletzt wird. Buck zwingt David sie über die mexikanische Grenze zu einem Arzt zu fahren. Nachdem sie die Grenze illegal überquert haben, unternimmt David einen Fluchtversuch, bei dem Buck in den Stacheldrahtzaun stürzt. Jody, David und der verletzte Ron checken in ein Motel ein. 
Als David Ron zum Arzt gebracht hat und in Tijuana noch etwas zu trinken besorgt, trifft er überraschend auf zwei befreundete Ehepaare. Um keinen Verdacht zu erregen, begleitet er seine Freunde in einen Nachtclub. Unter einem Vorwand gelingt es David sich von der Gruppe zu lösen, als der behandelte Ron in der Bar erscheint. David lenkt die Aufmerksamkeit der Polizei auf Ron und kehrt ins Motel zurück. Als er den eindeutigen Annäherungsversuchen des jungen Mädchens widersteht, erscheinen überraschend Ron und Dave und es kommt zu einer Prügelei zwischen den Männern, die durch Jodys beherztes Eingreifen beendet wird. Jody flüchtet mit dem verletzten David, Ron und Buck nehmen in einem gestohlenen Auto die Verfolgung auf. Bei der Verfolgungsjagd stürzt Jodys Wagen über einen Abhang in die Tiefe und gerät in Brand. Jody und David werden aus dem Fahrzeug geschleudert. Als David mit gebrochenen Beinen im Krankenhaus erwacht, erfährt er von der Polizei, dass die schwer verletzte Jody ihn vor ihrem Tod entlastet hat.

## Rezeption
Der Filmdienst bezeichnet den Film als „[h]andfeste[n] Durchschnittsthriller“.

## Synchronisation
Die deutsche Synchronisation fand 1964 nach dem Dialogbuch von Gerda von Rüxleben und unter der Dialogregie von Dietmar Behnke bei der Berliner Synchron GmbH statt.
| Darsteller       | Synchronsprecher  | Rolle          |
| ---------------- | ----------------- | -------------- |
| Skip Ward        | Thomas Danneberg  | Buck           |
| John Forsythe    | Holger Hagen      | David Stratton |
| Richard Anderson | Jürgen Thormann   | Grant          |
| Ann-Margret      | Marianne Lutz     | Jody Dvorak    |
| Diane Sayer      | Ilse Pagé         | Midge          |
| Leo Gordon       | Martin Hirthe     | Sgt. Enders    |
| Patricia Barry   | Ingeborg Wellmann | Vera           |
| Peter Brown      | Thomas Eckelmann  | Ron            |
| Ann Doran        | Tina Eilers       | Mavis Warden   |